# Malagón
Malagón település Spanyolországban, Ciudad Real tartományban. Malagón Retuerta del Bullaque, Los Cortijos, Fuente el Fresno, Daimiel, Torralba de Calatrava, Fernán Caballero, Piedrabuena és Porzuna községekkel határos. Lakosainak száma 7754 fő (2024).

## Népesség
A település népessége az elmúlt években az alábbi módon változott:
| Lakosok száma | 8037 | 7964 | 8135 | 8756 | 8734 | 8433 | 8153 | 7998 | 7842 | 7754 |
|               | 2001 | 2004 | 2006 | 2009 | 2011 | 2014 | 2016 | 2019 | 2021 | 2024 |